# Bowling tại Đại hội Thể thao Đông Nam Á 2007

Giải bowling tại Đại hội Thể thao Đông Nam Á 2007 diễn ra từ ngày 8 đến ngày 14 tháng 12 năm 2007 với 11 nội dung thi đấu.

## Xếp hạng theo quốc gia
| Hạng | Đoàn        | Vàng | Bạc | Đồng | Tổng |
| ---- | ----------- | ---- | --- | ---- | ---- |
| 1    | Malaysia    | 4    | 3   | 6    | 13   |
| 2    | Singapore   | 3    | 0   | 1    | 4    |
| 3    | Thái Lan    | 2    | 4   | 2    | 8    |
| 4    | Indonesia   | 2    | 3   | 2    | 7    |
| 5    | Philippines | 0    | 1   | 0    | 1    |
| Tổng | Tổng        | 11   | 11  | 11   | 33   |

## Bảng huy chương
| Nội dung                  | Vàng | Bạc | Đồng                                                                                                |          |
| ------------------------- | --- | --- | --------------------------------------------------------------------------------------------------- | -------- |
| Đơn nam                   | Ng Qenn | Liew Alex Kien Liang                                                                                             | Zulkifli Zul Mazran                                                                                 | chi tiết |
| Đôi nam                   | Thái Lan Aromsaranon Annop Yakasem Phoemphun                                                               | Thái Lan Kusonpithak Somjed Larpapharat Yannaphon                                                                | Malaysia Kong Aaron Eng Chuan Zulkifli Zul Mazran                                                   | chi tiết |
| Ba nam                    | Singapore Ng Qenn Ong Remy Yeong-Nathan Jason                                                              | Indonesia Lalisang Ryan Leonard Oscar Oscar Rumandung Haqi                                                       | Malaysia Ang Adrian Hsien L. Kong Aaron Eng Chuan Zulkifli Zul Mazran                               | chi tiết |
| Đồng đội 5 thành viên nam | Thái Lan Kusonpithak Somjed Larpapharat Yannaphon Lertpiriyasakulkit B. Manuwong Surasak Yakasem Phoemphun | Malaysia Ang Adrian Hsien L. Kong Aaron Eng Chuan Liew Alex Kien Liang Lim Daniel Tow Chuang Zulkifli Zul Mazran | Indonesia Lalisang Ryan Leonard Oscar Oscar Pulunggono Dennis R. Rumandung Haqi Yudhira Rangga D.   | chi tiết |
| Master nam                | Ong Remy                                                                                                   | Lalisang Ryan Leonard                                                                                            | Zulkifli Zul Mazran                                                                                 | chi tiết |
| Đơn nữ                    | Roumimper Tannya                                                                                           | Netrviseth Angkana                                                                                               | Zulkifli Shalin                                                                                     | chi tiết |
| Đôi nữ                    | Malaysia Cheah Mei Lan Zatil Iman Abdul Ghani                                                              | Thái Lan Kunaksorn Saowapha Netrviseth Angkana                                                                   | Malaysia Siti Safiyah Amirah A. Zulkifli Shalin                                                     | chi tiết |
| Ba nữ                     | Malaysia Cheah Mei Lan Zatil Iman Abdul Ghani Zulkifli Shalin                                              | Thái Lan Aree Gunnalada Kunaksorn Saowapha Netrviseth Angkana                                                    | Singapore Chan Evelyn Ng Amanda Yeong-Nathan Jasmine                                                | chi tiết |
| Đồng đội 5 thành viên nữ  | Malaysia Cheah Mei Lan Koh Sharon Suet Len Siti Safiyah Amirah A. Zatil Iman Abdul Ghani Zulkifli Shalin   | Indonesia Armein Putty Insavilla Limansantoso Sharon Roumimper Tannya Soediyono Happy Ari D. Zalsha Shalima      | Thái Lan Aree Gunnalada Chupinij Husanee Kunaksorn Saowapha Lerdcharoentrakul T. Netrviseth Angkana | chi tiết |
| Master nữ                 | Limansantoso Sharon                                                                                        | Cheah Mei Lan | Roumimper Tannya                                                                                    | chi tiết |
| Đôi nam nữ                | Malaysia Zulkifli Shalin Zulkifli Zul Mazran                                                               | Philippines Del Rosario Maria Iza Rivera Engelberto                                                              | Thái Lan Larpapharat Yannaphon Netrviseth Angkana                                                   | chi tiết |